# ColleGrove
ColleGrove è il terzo album discografico in studio del rapper statunitense 2 Chainz, pubblicato nel marzo 2016 dalla Def Jam Recordings. Nelle 12 tracce dell'album 8 sono duetti con Lil Wayne.

## Tracce
1. Dedication – 4:59
2. Smell Like Money (feat. Lil Wayne) – 4:50
3. Bounce (feat. Lil Wayne) – 4:16
4. Gotta Lotta (feat. Lil Wayne) – 3:36
5. MFN Right – 3:25
6. Blue C-Note (feat. Lil Wayne) – 2:51
7. Not Invited – 3:17
8. Bentley Truck (feat. Lil Wayne) – 4:39
9. 100 Joints – 3:39
10. Rolls Royce Weather Everyday (feat. Lil Wayne) – 3:07
11. What Happened (feat. Lil Wayne) – 4:58
12. Section (feat. Lil Wayne) – 3:55

## Classifiche
| Classifica (2016) | Posizione raggiunta |
| ----------------- | ------------------- |
| Canada            | 20                  |
| Stati Uniti       | 4                   |